# Aphyocharax yekwanae
Aphyocharax yekwanae är en fiskart som beskrevs av Willink, Chernoff och Machado-allison 2003. Aphyocharax yekwanae ingår i släktet Aphyocharax och familjen Characidae. Inga underarter finns listade i Catalogue of Life.